# Eskilstuna
Eskilstuna è una città della Svezia centro-orientale, nella contea del Södermanland. Ha una popolazione di 60 200 abitanti, ma nell'intera municipalità si arriva a 93 101 abitanti. La città è attraversata dal fiume Eskilstunaån che collega il lago Hjälmaren al lago Mälaren.

## Storia
La fondazione della città viene fatta risalire al monaco e martire di origini inglesi Eskill che ne fece la sede per la sua opera di conversione al cristianesimo delle popolazioni vichinghe della regione, dalle quali fu fatto martire e venne sepolto nel monastero da lui eretto. Quest'ultimo venne fatto distruggere completamente da Gustavo Vasa durante la sua campagna di riforma a favore del protestantesimo, facendovi erigere al suo posto il Castello di Eskilstunahus. Nel 1659 Eskilstuna ricevette il rango di città, diventando nel corso del tempo uno dei centri industriali più importanti della Svezia. A partire dagli anni settanta la città ha subito un forte calo di produttività ed anche demografico, con la chiusura di molte industrie.